# FDP-Bundesparteitag 1949
Koordinaten: 53° 4′ 34″ N, 8° 48′ 29″ O

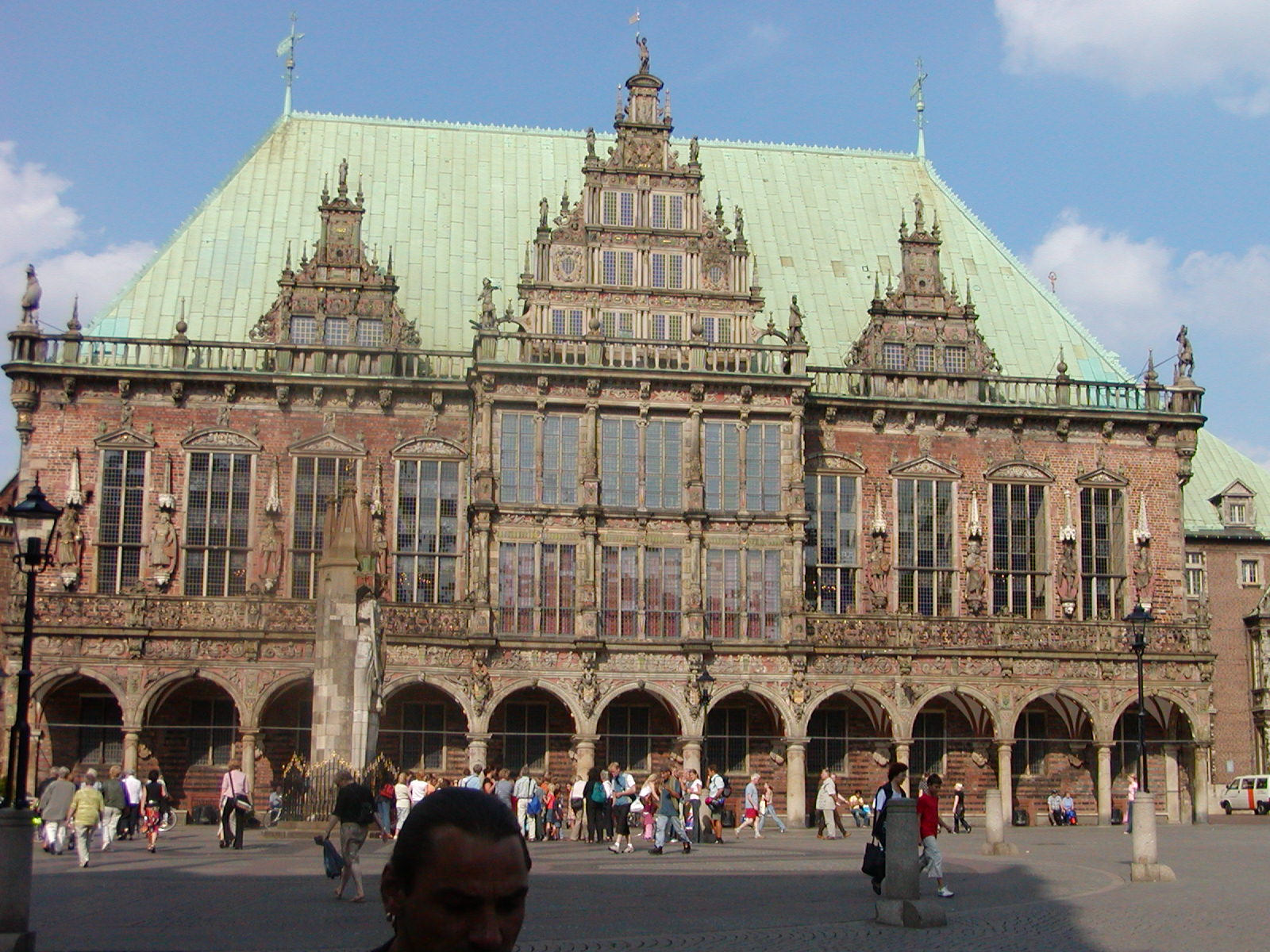
Bremer Rathaus

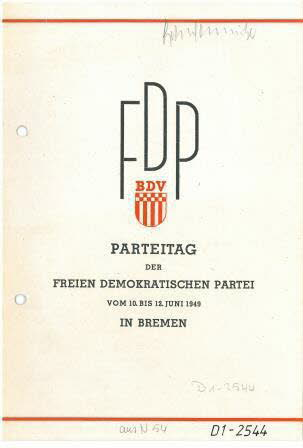
Broschüre zum Bundesparteitag, 1949

Den Bundesparteitag der FDP 1949 hielt die FDP vom 10. bis 12. Juni 1949 in Bremen ab. Es handelte sich um den 1. ordentlichen Bundesparteitag der FDP in der Bundesrepublik Deutschland. Der Parteitag fand im Bremer Rathaus statt.

## Verlauf und Beschlüsse
Der erste ordentliche Parteitag der Freien Demokraten war zugleich auch der erste „Wahlparteitag“, da zwei Monate später die ersten Bundestagswahlen stattfanden. Nach den mühsam überdeckten Kämpfen zwischen den Landesverbänden auf dem Gründungsparteitag in Heppenheim stand dieser Parteitag ganz im Zeichen innerparteilicher Geschlossenheit. Der Vorsitzende Theodor Heuss und sein Stellvertreter Franz Blücher wurden fast einstimmig in ihren Ämtern bestätigt. Die anschließenden Vorstandswahlen verliefen nahezu reibungslos.
Mit der „Bremer Plattform“ beschlossen die Delegierten eine gemeinsame programmatische Grundlage, in der es neben dem Bekenntnis zur deutschen Einheit vor allem um die Lage in der sowjetischen Besatzungszone sowie weitere tagesaktuelle Fragen wie Demontage, Entnazifizierung usw. ging. Außerdem tauchte das Thema „Steuerreform“ auf. Der Parteitag legte einen wichtigen Grundstein für den Erfolg der Liberalen bei den Bundestagswahlen im August 1949 mit 11,9 Prozent.

## Delegiertenschlüssel
Gemäß der Satzung waren 174 Delegierte und 22 Vorstandsmitglieder stimmberechtigt. Der Landesverband Südbaden mit acht Delegierten und einem Vorstandsmitglied war nicht erschienen.

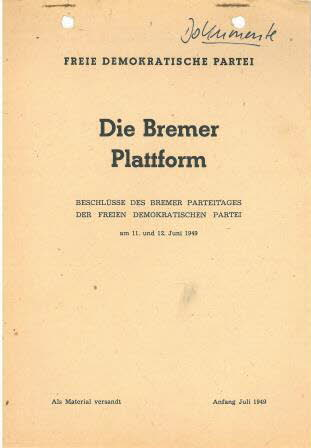
Bremer Plattform

| Verband                  | Delegierte | Vorstandsmitglieder |
| ------------------------ | ---------- | ------------------- |
| Bayern                   | 16         | 3                   |
| Bremen                   | 6          | 2                   |
| Hamburg                  | 17         | 2                   |
| Hessen                   | 18         | 3                   |
| Niedersachsen            | 26         | 1                   |
| Nordrhein-Westfalen      | 32         | 3                   |
| Rheinland-Pfalz          | 8          | 1                   |
| Schleswig-Holstein       | 11         | 1                   |
| Württemberg-Baden        | 29         | 2                   |
| Württemberg-Hohenzollern | 6          | 2                   |
| Berlin                   | 11         | 1                   |

## Bundesvorstand
Dem Bundesvorstand gehörten nach dem Parteitag an:
- Bundesvorsitzender
- ein stellvertretender Bundesvorsitzender
- sieben Beisitzer im Geschäftsführenden Vorstand
- gemäß § 11, Abs. 1, Ziffer 3 der Satzung weitere sechs Beisitzer, unter denen eine Frau und ein weniger als 32 Jahre altes Mitglied waren

| Position                       | Name | Wahlergebnis |
| ------------------------------ | --- | --- |
| Vorsitzender                   | Theodor Heuss | 172 von 177 Stimmen |
| Stellvertretender Vorsitzender | Franz Blücher | 168 Ja, 9 Enth. |
| Geschäftsführender Vorstand    | Thomas Dehler Carl-Hubert Schwennicke Eberhard Wildermuth Hermann Schäfer Karl Theodor Bleek Ernst Mayer August-Martin Euler                                       | 178 Stimmen 171 Stimmen 148 Stimmen 143 Stimmen 127 Stimmen 120 Stimmen 119 Stimmen                                                              |
| Beisitzer                      | Vertreterin der Frauen: Hanna Katz Vertreter der Jungdemokraten: Heinz Müller Weitere Beisitzer: Hermann Höpker-Aschoff Karl Rüdiger Erich Mende Wolfgang Glaesser | 123 Stimmen (Stichwahl gegen Grete Sehlmeyer) 123 Stimmen 121 Stimmen 95 Stimmen 91 Stimmen 113 Stimmen (Stichwahl gegen Marie-Elisabeth Lüders) |

## Ehrenrat
Dem gemäß § 14 der Satzung gewählten Ehrenrat gehörten folgende zehn Mitglieder an:
- Vorsitzender: Carl Jokusch, Bielefeld
- Stellvertreter: Dr. Fratzscher, München-Gladbach
- Fritz Schwake, Herford
- Gerda Krüger-Nieland, Hamburg
- Hellmut Froböß, Detmold
- Hans Erbe, Bremen
- Walter Sternfeld, München
- Walter Conrad, Berlin
- Edgar Kölle, Esslingen
- Pritzfeld, Rotenburg